# Batalla de Ischia

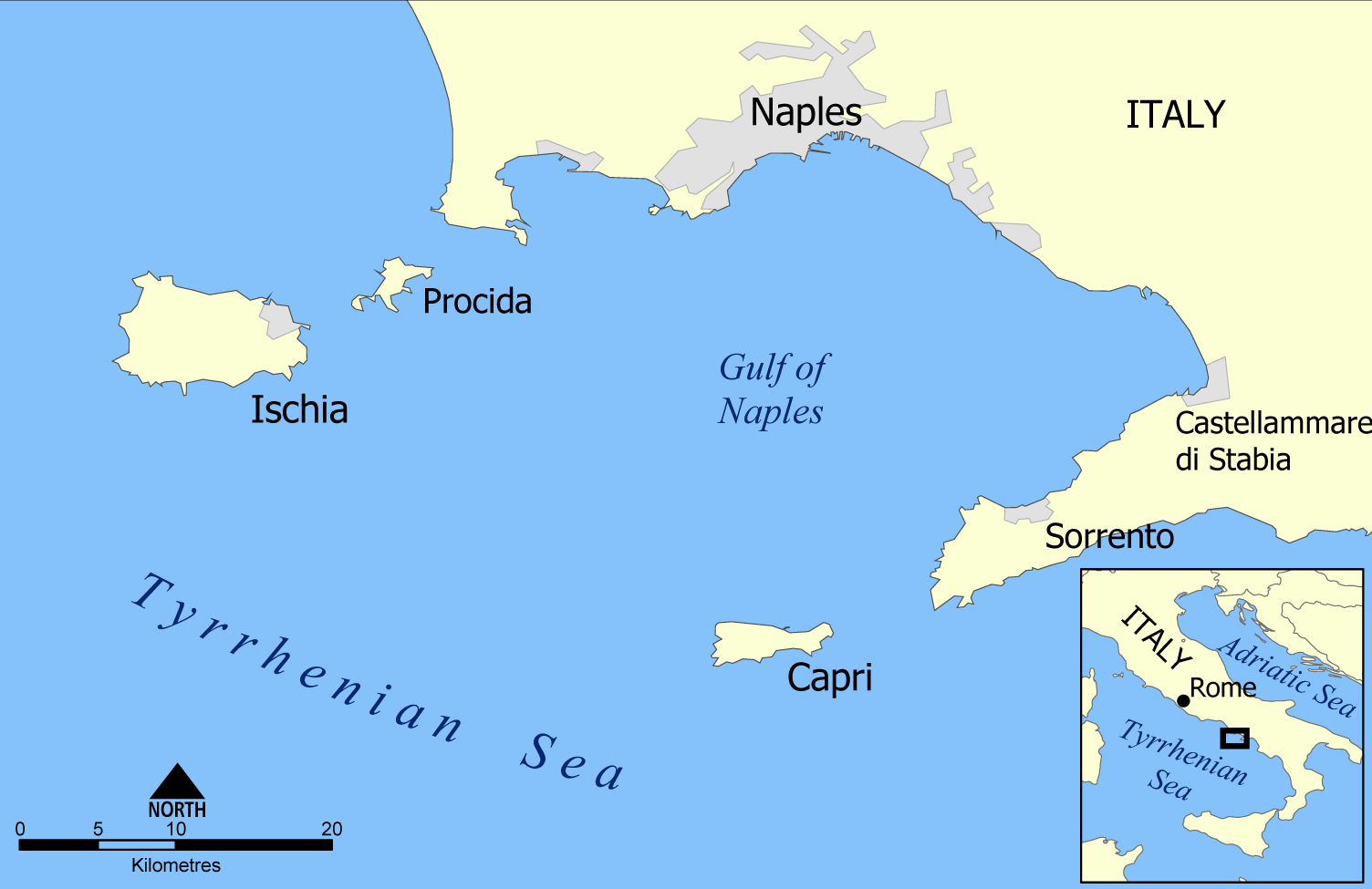
Las islas de Capri e Ischia en el golfo de Nápoles.

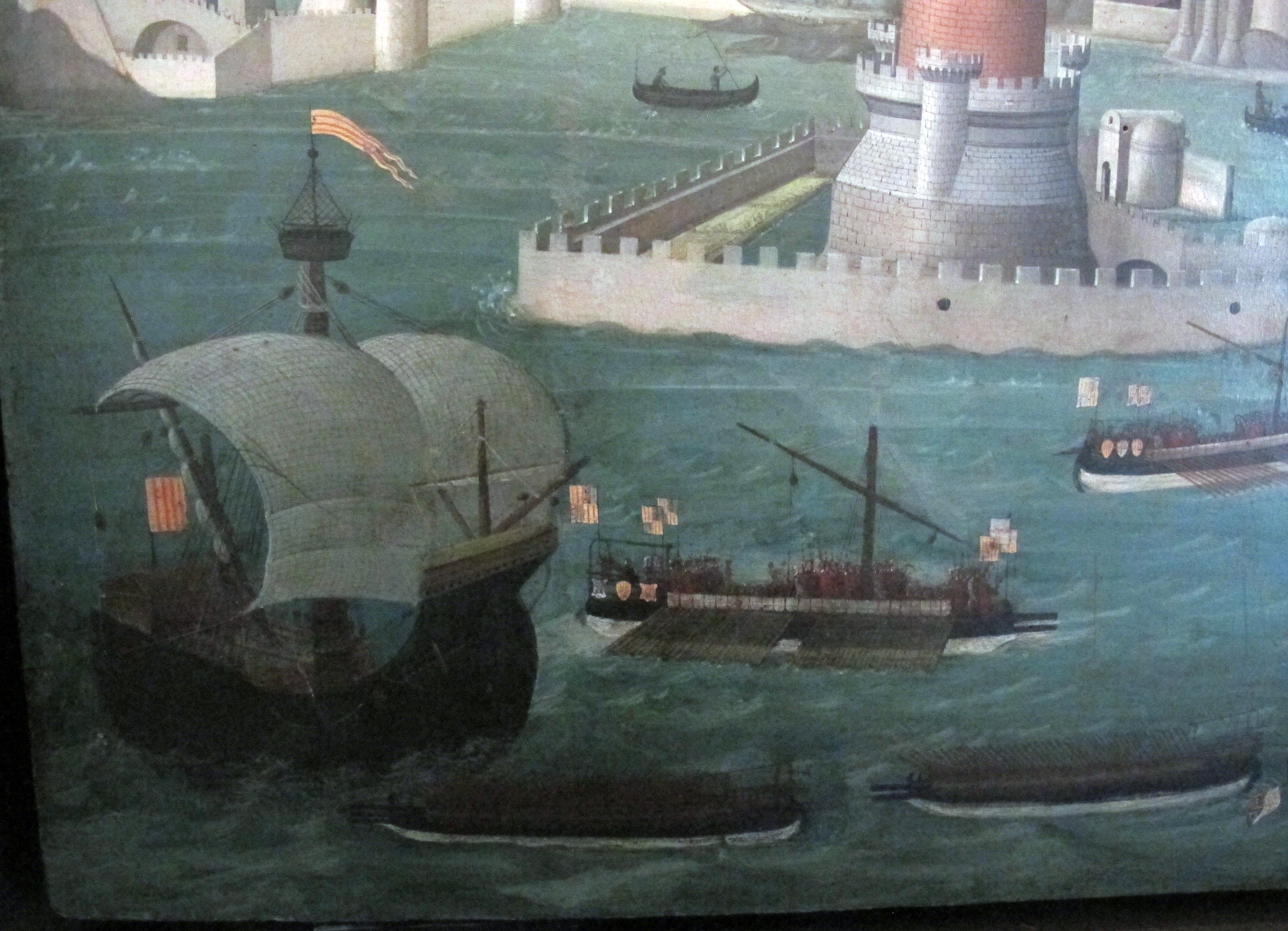
Detalle de la Tavola Strozzi. Barcos que vuelven a Nápoles después de la batalla de Ischia (1465).

La batalla de Ischia de 1465 fue un combate naval entre la escuadra de Fernando I de Nápoles, comandada por Galceran de Requesens y Joan de Soler, y la escuadra de Carlos de Torrelles, partidario de Renato de Anjou. Ambos almirantes eran catalanes de Barcelona.

## Antecedentes
Alfonso el Magnánimo llegó a Ischia en 1423, por invitación de Michele Cossa, un ciudadano de la isla y IV señor de Procida. Ocupó el castillo, lo reestructuró y se establecieron allí (desde entonces se le llama castillo aragonés) esperando para conquistar Nápoles. En 1441, partiendo de Ischia, asedió Nápoles donde pudo entrar triunfalmente el 26 de febrero de 1443. Para recompensar a los isleños del apoyo que le habían dado, el soberano les concedió amplios favores. Confirió el gobierno de la isla a su amada Lucrezia de Alagno. Durante su estancia, transformó el bosque de Campotese y el de Piano Liguori en una reserva para cazar. Lucrezia de Alagno, se dejó asesorar para gobernar, por su cuñado Joan Torrelles. Al morir el rey Alfonso en 1458 debía heredar su hijo ilegítimo Fernando, pero los barones napolitanos y el propio Torrelles izaron la bandera de los Anjou. Lucrezia fue apremiada en el exilio, mientras se esperaba la llegada de Juan II de Anjou. Ferran, deseoso de defender sus derechos, mandó a Alessandro Sforza que ocupara la isla y que capturara a Torrelles. Ferran, sin embargo, fue derrotado por Juan de Anjou en Troya, en la Apulia, y se refugió en el Castel dell'Ovo en Nápoles para poder volver a Ischia. La isla, mientras tanto fue vuelta a ocupar por Torrelles, gracias a la ayuda de la escuadra de su hermano, que era caballero de Rodas. Ferran aún no se había dado por vencido y envió a Alessandro Sforza con dos galeras hacia Ischia.

## Batalla

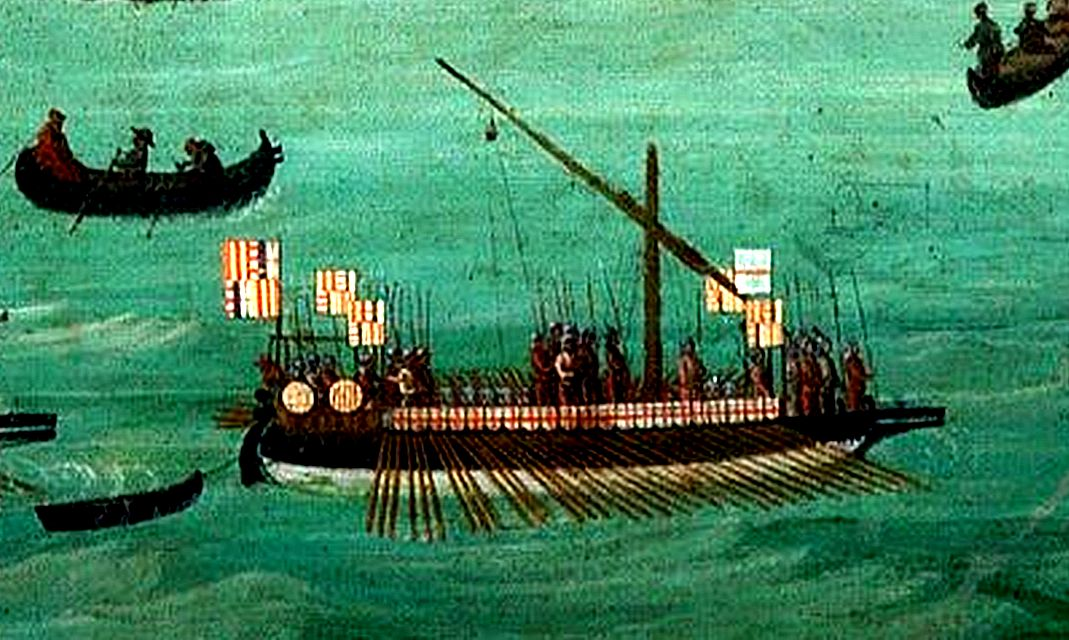
Galera catalana del almirante Galceran de Requesens i Joan de Soler. Véase que remolca su barca de panescalm. * La chusma va en terçols, con tres remeros en cada banco cada uno con su remo. Hay una separación patente de los remos en grupos de tres. *El número de remos y la proporción de las figuras no son correctos.

La escuadra de Galceran constaba de 10 naves, 10 galeras y 6 maderas. Carlos de Torrelles contaba con 8 galeras y otros barcos no determinados.
Enterado de las dificultades de su hermano- Joan de Torrelles (sitiado desde hacía dos años) – Carlos envió su galera más rápida, Delfina, mientras él seguía con cuatro naves. La Delfina fue descubierta y atacada por Sancio Samudio. Capturada la Delfina y otra nave, Carles Torrella decidió huir pero fue perseguido y capturado junto a un sobrino suyo, hijo de su hermano Joan.
Galceran de Requesens obtuvo una victoria total, capturando las naves enemigas y volviendo a Nápoles triunfante.

## Consecuencias
La batalla o combate de Ischia supuso el fin de la guerra de recuperación del reino para Fernando I de Nápoles.